# Contea di Puglia
La contea di Puglia è stato un possedimento normanno fondato da Guglielmo I d'Altavilla, esistito per sedici anni dal 1043 al 1059 nei territori di Capitanata, Apulia centrale, Vulture-Melfese e Irpinia.

## Creazione
Guglielmo Braccio di Ferro, figlio di Tancredi, signore di Hauteville-la-Guiscard (italianizzato in Altavilla), rientrato nel settembre del 1042 a Melfi, è riconosciuto da tutti i Normanni come loro capo supremo. Egli si rivolge a Guaimario V, principe longobardo di Salerno e al normanno Rainulfo Drengot, conte di Aversa, e propone loro un'alleanza.
L'unificazione delle due famiglie normanne, Altavilla e Drengot, è motivo di forza, perché si basa concretamente sui possedimenti di Aversa e di Melfi. Guaimario offre il riconoscimento ufficiale delle conquiste e alla fine dell'anno, con Rainulfo e Guglielmo, riunisce a Melfi un'assemblea di baroni Longobardi e Normanni che termina al principio dell'anno successivo (1043).
In questo Parlamento generale, Guaimario V di Salerno garantisce agli Altavilla il dominio di Melfi. Guglielmo Braccio di Ferro costituisce il secondo nucleo dei suoi possedimenti e si distingue, così, da Rainulfo I Drengot, capo dei territori della Campania. Tutti i baroni presenti offrono omaggio come vassalli a Guaimario, che riconosce a Guglielmo d'Altavilla il primo titolo di conte di Puglia e per legarlo a sé gli offre in moglie la nipote Guida, figlia del duca Guido di Sorrento. È così che nasce la contea di Puglia.
Nello stesso Parlamento generale Guaimario riconferma anche il titolo di conte di Aversa a Rainulfo Drengot.

## Confini
La nuova contea è costituita da un territorio non ancora omogeneo, acquisito dal clan Altavilla a "macchia di leopardo". È difficile, pertanto, disegnarne i confini effettivi.
L'intera area, ad eccezione della capitale Melfi, viene suddivisa in dodici baronie, costituite a beneficio dei capi normanni e assegnate nei territori di Capitanata, Apulia centrale, Vulture e Irpinia.

## Ripartizione in baronie

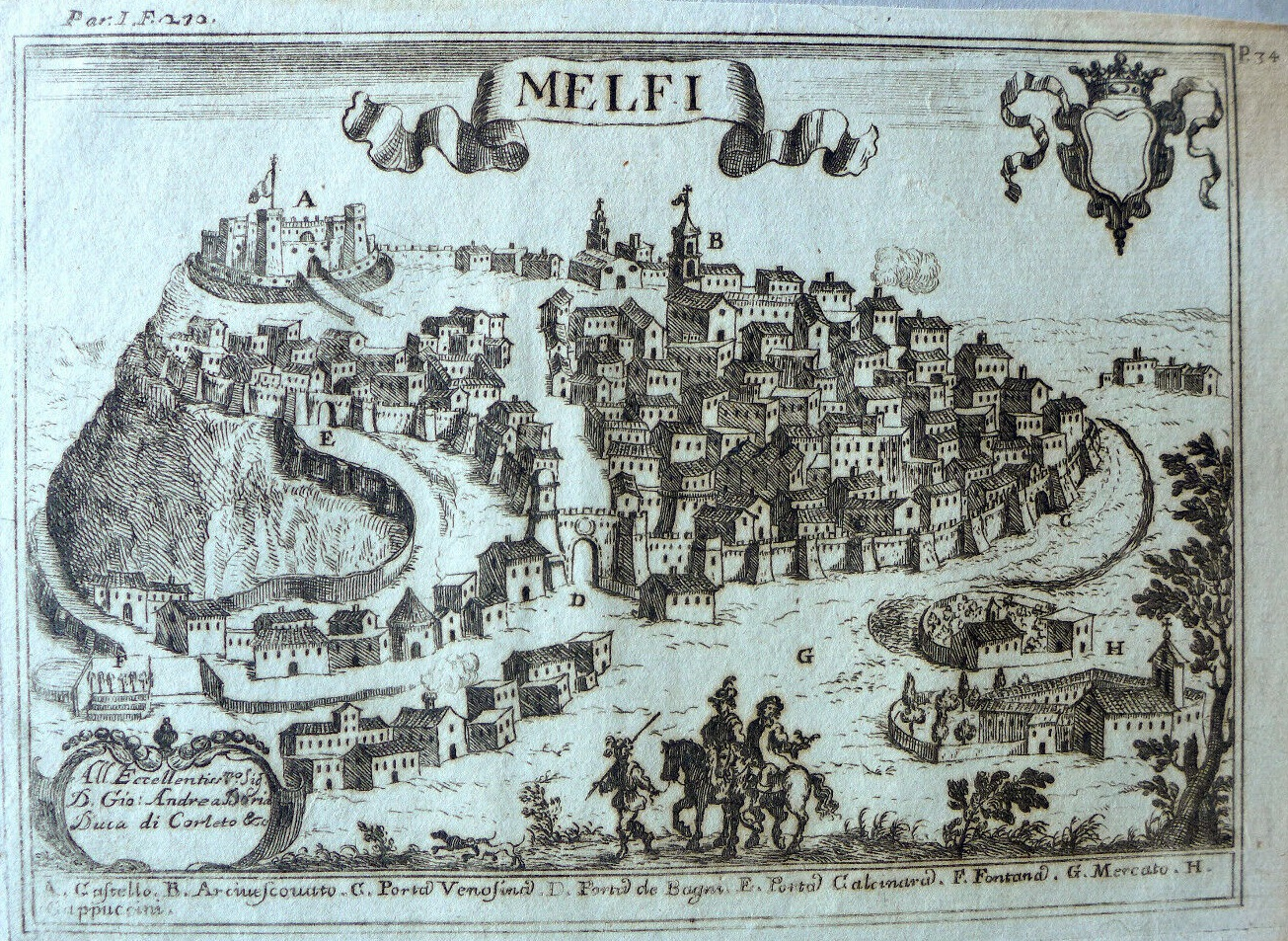
Antica stampa di Melfi, sede della contea di Puglia.

I Normanni dividono le terre conquistate o da conquistare in dodici diverse contee o baronie. Il sovrano attribuisce questi feudi secondo il rango e il merito e ognuno dei condottieri si dedicherà alla conquista di quanto concessogli.
Le vicende della contea di Puglia e della casata di Altavilla si intrecciano con quelle di Aversa e della famiglia dei Drengot Quarrel. Questi ultimi, infatti, sono possessori di varie aree all'interno della stessa contea: Vieste e Siponto (promontorio del Gargano), Acerenza e Genzano in Basilicata.
Nel Vulture, Asclettino I Drengot diventa signore di Acerenza, con residenza nel castello di Genzano; Arnolino a Lavello; Drogone d'Altavilla a Venosa; Pietro ha Trani. Tristaino ha Montepeloso (Irsina). In seguito, a Riccardo I Drengot, figlio di Asclettino I (Asclettino maggiore), postosi al servizio di Umfredo d'Altavilla e sposato alla sorella di costui, Fressenda, viene assegnato il titolo di conte di Acerenza e signore di Vieste.
In Capitanata, Guglielmo ha la signoria di Ascoli; Rodolfo di Canne ha Canne; a Gualtiero, figlio del conte Amico ed eroe della vittoria nella battaglia di Montepeloso, tocca Civitate. Nel promontorio del Gargano, a Rodolfo di Barbena è assegnata Monte Sant'Angelo.
Nell'Apulia centrale la contea raggiunge le due uniche baronie poste sul mare: a sud Ugo Tuboeuf riceve Monopoli; a nord Pietro ha Trani. Nel territorio della Murgia, a Ramfredo va Minervino.
In Irpinia ad Erveo è affidata, infine, Frigento.
Tutte le dodici città confederate sono anche sedi di diocesi, in quanto i Normanni tendono a far coincidere la riorganizzazione religiosa con la giurisdizione amministrativa dello Stato.
In quanto a Melfi, il suo centro urbano è diviso in dodici quartieri, in ognuno dei quali ciascun conte possiede un palazzo e controlla un settore dell'abitato.

## Tabella delle signorie che compongono la contea di Puglia
| Baronia            | Territorio               | Primo Signore Normanno                      |
| Ascoli             | Capitanata               | Guglielmo Braccio di Ferro                  |
| Canne              | Capitanata               | Rodolfo di Canne                            |
| Civitate           | Capitanata               | Gualtiero                                   |
| Monte Sant'Angelo  | Capitanata (Gargano)     | Rodolfo di Barbena                          |
| Venosa             | Vulture-Melfese          | Drogone d'Altavilla                         |
| Lavello            | Vulture                  | Attolino                                    |
| Montepeloso Irsina | Vulture                  | Tristaino di Montepeloso                    |
| Acerenza           | Vulture                  | Asclettino I Drengot, o Asclettino maggiore |
| Monopoli           | Apulia centrale          | Ugo Tuboeuf                                 |
| Trani              | Apulia centrale          | Pietro di Trani                             |
| Minervino          | Apulia centrale (Murgia) | Ramfredo                                    |
| Frigento           | Irpinia                  | Erveo                                       |

## Storia successiva
Il principe Guaimario IV di Salerno vanta i diritti su Melfi e nel 1044 impone ad Argiro (figlio di Melo di Bari) di ritornarsene a Costantinopoli: il condottiero, dopo due anni di battaglie combattute a favore dei Bizantini, s'imbarca alla volta della capitale imperiale.
Nel 1046 Guglielmo d'Altavilla, primo conte di Puglia, muore senza eredi. La successione è contesa tra il conte Pietro I di Trani e il fratello minore, Drogone d'Altavilla, che ferisce il rivale in un duello, diviene il secondo conte di Puglia e rimane anche il signore di Venosa.
Drogone prosegue la politica del fratello, media tra il principe di Salerno Guaimario, che gli concede in sposa la sorella Gaitelgrima, e i Drengot e ripristina l'alleanza. È a lungo in guerra contro il principe longobardo Pandolfo IV, principe di Capua.

## Riconoscimento dell'imperatore di Germania

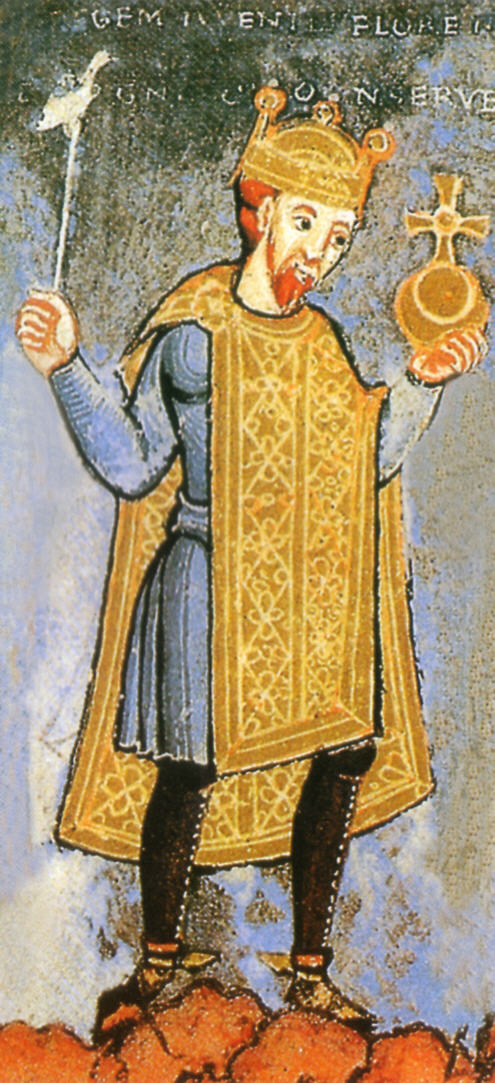
L'imperatore Enrico III.

L'imperatore Enrico III il Nero convoca per il 3 febbraio 1047 la conferenza di Capua, alla presenza di Guaimario IV di Salerno, nella quale legittima i possessi acquisiti dalle famiglie normanne: a Drogone d'Altavilla conferisce l'investitura e lo rende suo Vassallo e conte di tutti i Normanni di Apulia e Calabria. Enrico III riconosce in tal modo la contea di Puglia.
Nella stessa occasione, l'imperatore distacca da Salerno il principato di Capua e lo restituisce al legittimo Pandolfo IV. Tale territorio costituisce l'obiettivo del clan Drengot. Rainulfo II Trincanotte, del lignaggio dei Drengot, è insignito terzo conte di Aversa e duca di Sorrento.
Rainulfo II Trincanotte muore nel 1048 e lascia erede il figlio Ermanno, di pochi mesi, con reggente Guglielmo Bellabocca (Bellebouche). L'unico parente, Riccardo I Drengot, cugino del bimbo e signore di Genzano, è imprigionato a Melfi per aver combattuto contro Drogone d'Altavilla. Guaimario, tuttavia, lo fa uscire di prigione, e lo insedia ad Aversa come nuovo tutore di Ermanno. Dopo l'improvvisa rimozione o, peggio, morte dell'infante, Guaimario IV nel 1049 attribuisce a Riccardo il titolo di quinto conte di Aversa il quale assume così le redini del patrimonio familiare dei Drengot.
Il papa Leone IX compie un viaggio nel Sud della penisola: al principio di luglio 1051 dichiara decaduta la stirpe Longobarda nel principato di Benevento ed affida a un rettore pontificio il governo della città. Convoca Drogone d'Altavilla e Guaimario IV per garantire la sicurezza di Benevento ed impone il giuramento di sottomissione a entrambi.
Guaimario IV resta il principe Longobardo più potente del Sud; sovrano di Capua e di Salerno, comanda su Sorrento, Amalfi e Gaeta e ha come suoi Vassalli i Normanni di Aversa e dell'Apulia. Ma il potere gli procura nemici e, tra il 2 ed il 3 giugno 1052, è assassinato, nel porto di Salerno, durante una congiura, organizzata dai quattro cognati (Pandolfo figlio del Conte di Teano e i suoi fratelli) insieme ai Bizantini di Amalfi. Essi rapiscono Gisulfo II, figlio dello stesso principe. Sfugge alla cattura il fratello di Guaimario, Guido di Sorrento, che si rivolge a Melfi dalla sorella e dal marito di lei, Umfredo I d'Altavilla.
L'esercito normanno accorre a Salerno, scaccia con Guido di Conza l'usurpatore Pandolfo e rimette a capo del ducato il legittimo erede Gisulfo. In seguito il principe si schiera con Amalfi contro la normanna Aversa. Eredita, invece, l'ingegno paterno la sorella maggiore Sichelgaita di Salerno, che guida il Palazzo. Giordano I Drengot diviene duca di Gaeta. Roberto il Guiscardo impone la sua presenza, litiga con Ruggero d'Altavilla e s'impadronisce del ducato di Salerno.

## Riconoscimento del Papato

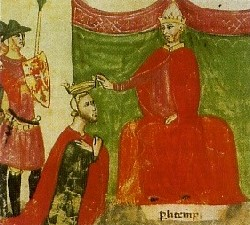
Il papa Niccolò II, durante il primo concilio di Melfi, nomina Roberto il Guiscardo duca di Puglia e Calabria e pone così fine alla contea di Puglia.

Tutte queste conquiste, operate da parte dei normanni, turbano Leone IX e provocano la sua reazione anche per l'irriverenza nei confronti della Chiesa. Dopo il quarto Sinodo di Pasqua, nel 1053, il papa si muove contro i Normanni con un esercito di volontari italiani e germanici, ma le sue forze subiscono una sconfitta totale nella battaglia di Civitate il 15 giugno ad opera delle casate alleate degli Altavilla e dei Drengot.
Roberto il Guiscardo e i duchi normanni s'inchinano di fronte al papa come segno di sottomissione, ma lo detengono come prigioniero, in onorevole cattività.
Lo implorano di sgravarli dalla pressione del suo bando e gli giurano fedeltà e omaggio. Fino a marzo 1054 lo detengono a Benevento; la sua liberazione è subordinata alla pace e al riconoscimento delle due casate. Il papa è costretto a togliere la scomunica ai Normanni, li perdona e benedice Umfredo I d'Altavilla che si schiera al suo fianco per affrontare i comuni nemici: gli imperi di Bisanzio e della Germania.
Leone IX riconosce la contea di Puglia ed il principato di Capua, riconfermato a Riccardo Drengot. Il pontefice si reca a Melfi e crea Umfredo suo vassallo; consacra il vassallaggio alla Chiesa di Roberto il Guiscardo, che s'impegna a proteggerla e a recuperare le Regalia Sancti Petri in Puglia e Basilicata. La dipendenza feudale è rappresentata con il dono al pontefice di una cavalla bianca. Il Guiscardo, in cambio, offre al papa la signoria su Benevento. È la svolta decisiva nella conquista nel Sud. Nasce un rapporto di vassallaggio fra il papa ed i sovrani normanni, che diventano il braccio armato del Cattolicesimo.
Roberto il Guiscardo compie nel 1056 una spedizione contro Gisulfo II di Salerno, poi conquista Cosenza e parte della Calabria. Raggiunge, quindi, il fratellastro, Umfredo I d'Altavilla, ormai in fin di vita a Melfi. In questa città ad agosto 1057 i condottieri Normanni si riuniscono e Roberto il Guiscardo assume la tutela del giovane Abelardo, figlio di Umfredo, ma presto disereda i nipoti e pretende il riconoscimento del titolo di quarto conte di Puglia.
Nel 1058 Roberto ripudia la prima moglie Alberada di Buonalbergo, madre di Boemondo e di Emma. Egli fa annullare le nozze, perché avvenute tra consanguinei ed è la prima volta che si ricorre a tale motivazione allo scopo di sciogliere un matrimonio. Alberada si fa in disparte, confinata nella rocca di Melfi, ma poi si risposa con Riccardo d'Altavilla, figlio di Drogone.
Per rinforzare l'alleanza politica con i Longobardi, a Melfi si celebrano le nozze tra Roberto il Guiscardo e Sichelgaita, più giovane di lui (ha ventidue anni). Tale evento apre alla casa di Altavilla le porte dell'aristocrazia; infatti la principessa ha nel suo sangue i ceppi dei Franchi, dei Longobardi e della Germania. Da tale unione nasce Ruggero detto Borsa, che tenterà di togliere a Boemondo la successione.

## Nascita del ducato di Puglia e Calabria
Dopo la conquista, da parte di Roberto il Guiscardo, della Calabria bizantina, viene costituito il ducato di Puglia e Calabria: in occasione del primo concilio di Melfi (preceduto dal trattato di Melfi e reso operativo col concordato di Melfi), il pontefice Niccolò II nomina Roberto il Guiscardo "duca di Puglia e Calabria", legittimando in tal modo il potere esercitato dalla casata degli Altavilla.